# Goblin (gruppo musicale)
I Goblin sono un gruppo musicale rock italiano, noto per la realizzazione di colonne sonore e in particolar modo per la loro collaborazione ad alcuni film di Dario Argento.

## Storia del gruppo

### Gli anni settanta
I Goblin sono stati creati da Claudio Simonetti e Massimo Morante. Nel 1973 i due registrano alcune demo nello studio di Simonetti all'Eur durante il suo periodo di servizio militare. Nello stesso anno, assieme all'amico produttore Giancarlo Sorbello, partono per Londra dove contattano il produttore Eddie Offord, già famoso per aver registrato molti degli album degli Yes, Gentle Giant ed Emerson, Lake & Palmer, il quale, dopo aver ascoltato le loro demo, accetta di produrre il loro album.
Nel 1974, con Fabio Pignatelli al basso e Carlo Bordini alla batteria, formano il gruppo degli Oliver e tornano a Londra dove registrano nuove demo, con l'aggiunta del cantante statunitense Clive Haynes, conosciuto mesi prima in una stazione della metropolitana londinese, e dove registrano nuove demo suonando contemporaneamente in alcuni concerti nelle scuole inglesi. Eddie Offord parte in tournée con gli Yes e non ha più tempo per seguire e produrre il gruppo che torna in Italia. Tuttavia grazie al padre di Claudio, Enrico Simonetti, ottengono un contratto con la Cinevox Record. Durante la registrazione dell'album, Carlo Bixio, direttore e produttore della Cinevox, propone gli Oliver a Dario Argento, che cercava una band rock per il suo nuovo film. Dopo aver ascoltato le loro musiche Argento decide di far registrare loro la colonna sonora di Profondo rosso: secondo il progetto iniziale avrebbero dovuto arrangiare ed eseguire le musiche del famoso jazzista Giorgio Gaslini, che già aveva iniziato a lavorare sul film con l'orchestra.
Dopo alcune discussioni con Argento, Gaslini lascia il film e Dario chiede ai ragazzi di completare il lavoro componendo i brani principali mancanti. Con Walter Martino alla batteria (al posto di Carlo Bordini), il gruppo cambia nome in "Goblin" e inizia a registrare la colonna sonora del film componendo i brani principali: Profondo Rosso, Death Dies e Mad Puppet. Nel 1975 i Goblin ottengono con questa colonna sonora il "Disco d'Oro" vendendo, nel solo primo anno di uscita, un milione di copie e rimanendo per cinquantadue settimane, di cui sedici al primo posto, nelle classifiche di vendita dei 45 giri e dei Long Playing.
Il celebre arpeggio del brano era stato composto da Fabio Pignatelli con una chitarra folk e poi rivisto da Massimo Morante da 4/4 a 7/4; poi i Goblin lo hanno suonato in studio con l'uso del minimoog, il clavicembalo e la chitarra folk. Pignatelli ha anche creato il giro di basso, mentre la melodia iniziale del minimoog è di Walter Martino (figlio del celebre pianista Bruno Martino) e l'inciso in 3/4 e la sequenza dell'organo dell'inciso è tutta opera di Claudio Simonetti; nel retro del 45 giri, Death Dies, alla batteria e alle tastiere non suonano, rispettivamente, Walter Martino e Claudio Simonetti, ma Agostino Marangolo, poi con i Goblin in pianta stabile al posto di Martino, ed il fratello Antonio Marangolo come ospite in alcuni dischi.
L'anno successivo (1976) i Goblin realizzano Roller, i cui brani, pur non essendo stati composti come musica da film, furono anch'essi utilizzati successivamente come colonna sonora per il film Wampyr di George A. Romero del 1977, assieme a brani tratti dal successivo Il Fantastico Viaggio del Bagarozzo Mark.
La formazione ai tempi di Roller era la seguente: Maurizio Guarini (tastiere), Agostino Marangolo (batteria e percussioni), Massimo Morante (chitarra), Fabio Pignatelli (basso elettrico), Claudio Simonetti (tastiere). Il disco non ebbe però il successo sperato. Il gruppo allora ritornò sulla strada della composizione di colonne sonore e, pur privo di Maurizio Guarini, che nel frattempo ha lasciato la band, realizza nel 1977 Suspiria, colonna sonora del film omonimo di Dario Argento e, sempre nello stesso anno, la colonna sonora del film La via della droga di Enzo G. Castellari
Nel 1978 il gruppo realizza Il Fantastico Viaggio del Bagarozzo Mark, un concept album progressive sul tema della droga e prima opera della band con brani cantati. Sempre nel 1978, il gruppo compone la colonna sonora di Zombi/Dawn of the dead di Romero (insieme a Suspiria e a Profondo Rosso), Morante lascia la band per iniziare una carriera da cantautore sotto la produzione di Renato Zero. Entra in formazione Carlo Pennisi, cugino dei fratelli Marangolo, ex chitarrista dei Flea on the Honey (noti anche come Flea o Etna), Libra (proprio con i fratelli Marangolo aveva militato nella prima band e, con il solo Agostino, confluirà nei New Perigeo tre anni più tardi).
Dopo aver pubblicato altre due colonne sonore (Amo non amo e Squadra antigangsters, entrambi nel 1979), Simonetti lascia la band e si dedica alla musica dance con gli Easy Going e Vivien Vee e successivamente comporrà e realizzerà, assieme a Claudio Cecchetto, il famoso brano Gioca jouer, che diventerà sigla del Festival di Sanremo nel 1981.

### Anni ottanta e novanta
Ridotta ai soli Pignatelli e Marangolo, la band vede il ritorno di Guarini alle tastiere con l'occasionale collaborazione di Carlo Pennisi e Roberto Puleo alle chitarre, pubblicando le colonne sonore di tre film: Patrick (1979), Contamination (1980), Buio Omega (1981).
Nel 1982 Fabio Pignatelli, con la collaborazione di Maurizio Guarini, costruisce una nuova formazione dei Goblin che vede anche Marco Rinalduzzi alle chitarre e Mauro Lusini voce. Agostino Marangolo, impegnato con i New Perigeo, viene sostituito dal batterista Derek Wilson, che peraltro aveva già fatto parte dei Goblin per una sola settimana, nel 1975, subito dopo l'abbandono di Walter Martino. La formazione così composta pubblica un album di matrice pop intitolato Volo.
Sempre nel 1982, Dario Argento prova a riformare i Goblin per la colonna sonora di Tenebre, cercando di coinvolgere Pignatelli, Morante e Simonetti, mentre Marangolo è sempre indisponibile a causa del legame con i New Perigeo. Tuttavia, la concomitante uscita dell'album Volo, impedisce ai membri di fregiarsi del nome originale della band. La colonna sonora del film viene, quindi, pubblicata a nome Simonetti/Pignatelli/Morante. Walter Martino vi partecipa alle percussioni, senza essere accreditato.
Il gruppo, ridotto ai soli Pignatelli e Guarini, con la collaborazione di Walter Martino e Antonio Marangolo al sax, pubblica nel 1983 la colonna sonora del film Notturno. Successivamente, Pignatelli e Simonetti, come Goblin, compongono alcuni brani per il film Phenomena di Argento anche se il brano Phenomena, erroneamente attribuito ai Goblin, viene scritto e presentato discograficamente solo da Simonetti mentre Pignatelli, nel 1989, compone la musica per La Chiesa di Michele Soavi.
Nell'arco di tutti gli anni novanta, il gruppo resta inattivo. Il repertorio della band viene riproposto da Claudio Simonetti con il suo progetto denominato Daemonia.

### La reunion del 2000 e i progetti successivi
Nel 2000, Claudio Simonetti, Agostino Marangolo, Massimo Morante e Fabio Pignatelli si riuniscono per realizzare la colonna sonora del nuovo film di Dario Argento, Non ho sonno, per poi sciogliersi nuovamente.
Nel 2005 esce la prima monografia, l'unica autorizzata dal gruppo, intitolata Goblin: la musica, la paura, il fenomeno, scritta dal giornalista Giovanni Aloisio con il supporto di Morante e Pignatelli. Nel 2007 esce la biografia ufficiale di Claudio Simonetti scritta da Gabrielle Lucantonio con l'ausilio di Simonetti stesso, intitolata Profondo Rock, da Profondo Rosso alla Terza Madre.
Nel febbraio del 2006 si riunisce una formazione che comprende Maurizio Guarini, Agostino Marangolo, Massimo Morante e Fabio Pignatelli, mentre Claudio Simonetti decide di dedicarsi ai suoi Daemonia. Tuttavia, poiché il gruppo non può utilizzare il nome Goblin (il cui uso spetta, dal 2001, congiuntamente a Marangolo, Simonetti, Morante e Pignatelli), viene adottato il soprannome Back To The Goblin, scelto anche come titolo dell'album. Nel 2009, dopo 32 anni di assenza dal palcoscenico, i Back to the Goblin tornano ad esibirsi dal vivo per un pugno di concerti in Europa con il supporto del tastierista maltese Aidan Zammit. Il 16 dicembre 2009 il gruppo annuncia il suo scioglimento, dovuto a dissidi interni.
Nel 2010 Massimo Morante, Maurizio Guarini e Claudio Simonetti, formano i New Goblin, con l'aggiunta di due componenti dei Daemonia: Bruno Previtali al basso e Titta Tani alla batteria.
L'anno successivo, i cinque affrontano un tour che copre Italia, Germania, Polonia, Inghilterra, Scozia e Finlandia.
La band annuncia un nuovo album composto da 7 brani classici riarrangiati (Profondo Rosso, Suspiria, Phenomena, Roller, Non Ho Sonno, E Suono Rock, Tenebre) e altri sei brani inediti.
Nel 2011 esce Goblin sette note in rosso di Fabio Capuzzo, dedicato alla band nel quale è descritta approfonditamente la storia del gruppo e sono riportate diverse interviste inedite nonché la disco-filmografia completa. Sempre nel 2011 Giovanni Aloisio, insieme al batterista Agostino Marangolo, ha pubblicato un libro-intervista dal titolo Drummando, nel quale vengono rivelati retroscena della carriera della band.
Agli inizi del 2011, anche Fabio Pignatelli e Agostino Marangolo organizzano una formazione alternativa della band, inizialmente chiamata Goblin World e, successivamente, Goblin Rebirth. Accanto a loro, suonano Aidan Zammit (già nei Back to the Goblin), il tastierista Danilo Cherni e il chitarrista Giacomo Anselmi.
Giovanni Aloisio, nella biografia del gruppo Goblin: la musica, la paura, il fenomeno scrive «Nonostante le evidenti sottovalutazioni della critica italiana, quella dei Goblin risulta essere una delle esperienze artistiche più originali nella storia musicale italiana degli ultimi decenni».
Agli inizi del 2014, i New Goblin si sono sciolti nuovamente senza aver pubblicato l'annunciato disco di classici rivisti e inediti (avendo invece pubblicato un live e un EP, denominato "Tour Ep 2013", contenente 4 classici del passato).
Dalle ceneri dei New Goblin, nascono due incarnazioni: da un lato è stata ricostituita la formazione denominata Back To The Goblin (Guarino, Morante, Pignatelli, Marangolo) sotto il nome di Goblin 4; dall'altro Claudio Simonetti riunisce l'ultima incarnazione dei Daemonia (che comprende anche Bruno Previtali e Titta Tani, due ex New Goblin), presentandosi al pubblico con la sigla Goblin Re-loaded poi tramutata Claudio Simonetti's Goblin (sebbene su facebook, il quartetto si presenti come New Goblin, utilizzando le coordinate che furono di quella incarnazione). A latere di queste due nuove incarnazioni, continuano ad esistere i Goblin Rebirth di Pignatelli e Marangolo (che quindi suonano in due formazioni parallele), come dimostra anche il loro inserimento nel cartellone del Riviera Festival PROG, il 17 maggio 2015, unitamente a UT New Trolls, Bernardo Lanzetti and Beggar's Farm e, Cherry Five, neo riformati per mano di Bordini e Tartarini (accanto ai quali si schierano Ludovico Piccinini alle chitarre, Gianluca De Rossi alle tastiere e Pino Sallusti al basso).
I Claudio Simonetti's Goblin hanno pubblicato due dischi: The Murder Collection nel giugno 2014 (contenente l'ennesima rivisitazione di classici) e Horror Box nel gennaio 2015 contenente un EP (che contiene la rivisitazione di 4 brani estratti da Profondo Rosso) e la ristampa con inediti di due LP del solo Simonetti solista (Opera e Demoni). Nel marzo 2015, anche i Goblin hanno pubblicato un album, stavolta di soli inediti, intitolato Four of a Kind. I Goblin Rebirth pubblicheranno a metà del 2015 un album di inediti annunciato (e registrato) due anni fa, intitolato Goblin Rebirth.
Dopo aver iniziato per la prima volta l'attività live, Cherry Five hanno pubblicato il loro secondo disco, Il Pozzo Dei Giganti. Nel 2018 sempre i Goblin pubblicano un loro inedito nell'album d'esordio dei Princess chiamato God Save the Goblin (Pignatelli/Wolf/Guarini/Morante/Marangolo) che vede Fabio Pignatelli e Tony Tartarini presenti come special guests in due diverse canzoni, sempre incluse nell'omonimo album. Il 18 agosto del 2018 saranno presenti come band portante allo Psycho Las Vegas fest.

## Discografia

### In studio
- 1975 - Profondo rosso
- 1976 - Perché si uccidono (come Reale Impero Britannico)
- 1976 - Roller
- 1977 - Suspiria
- 1977 - La via della droga
- 1978 - Il fantastico viaggio del bagarozzo Mark
- 1978 - Zombi
- 1978 - Squadra antimafia
- 1979 - Amo non amo
- 1979 - Squadra antigangsters
- 1979 - Patrick
- 1979 - Buio Omega
- 1980 - Contamination
- 1981 - Uragano di fuoco
- 1982 - Tenebre (come Simonetti/Pignatelli/Morante)
- 1982 - Volo
- 1983 - Notturno
- 1983 - Il ras del quartiere
- 2001 - Non ho sonno
- 2005 - Back to the Goblin 2005
- 2015 - Four of a Kind

### Album dal vivo
- 2011 - Live in Roma
- 2013 - Tour Ep
- 2015 - Goblin Rebirth - Alive
- 2016 - Austinato

### Raccolte
- 1979 - Greatest Hits
- 1987 - Greatest Hits
- 1995 - The Goblin's Collection 1975-1989 Volume 1
- 1998 - The Goblin's Collection 1975-1980 Volume 2
- 1998 - The Goblin's Collection 1978-1984 Volume 3
- 1998 - The Original Remix Collection Volume 1
- 1999 - The Goblin's Collection 1976-1989 Volume 4
- 2000 - The fantastic journey in the best of Goblin Volume 1